# Cupressus duclouxiana
Cupressus duclouxiana é uma espécie de conífera da família Cupressaceae.
Apenas pode ser encontrada na China.
O seu habitat natural é: florestas temperadas.
Esta espécie está ameaçada por perda de habitat.